# 如意申川
如意申川（にょいさるがわ）は、愛知県名古屋市北区を流れる準用河川。

## 地理
春日井市宮町の水田地帯の用排水を集め、名鉄小牧線・旧・国道41号を横断し名古屋空港内で生棚川に合流する。

## 流域の自治体
- 愛知県春日井市
- 愛知県西春日井郡豊山町
- 愛知県名古屋市北区